# Онгуедіва
Онгуедіва (англ. Ongwediva) — місто на півночі Намібії, входить до складу області Ошана. Адміністративний центр однойменного округу.

## Історія
Місто було засноване в 60-х роках XX століття владою Південно-Африканської Республіки, під чиїм контролем перебувала Намібія до 1990 року.

## Географія
Місто знаходиться в північній частині області, на відстані приблизно 540 кілометрів на північний північний захід (NNW) від столиці країни Віндгука. Абсолютна висота — 1076 метрів над рівнем моря.

## Населення
За даними офіційного перепису 1991 року чисельність населення становила — 6 197 осіб.
Динаміка чисельності населення міста по роках:
| 1991  | 2013   |
| ----- | ------ |
| 6 197 | 11 753 |

## Транспорт
Найближчий аеропорт розташований у місті Ондангва.